# 戴夫·史密斯
大衛·約瑟夫·「戴夫」·史密斯（英語：David Joseph "Dave" Smith，1950年4月12日—2022年5月31日）是一名美國的工程師、音樂家以及合成器品牌Sequential的創辦人。史密斯對於使世界上第一個商業性的多聲部且由微處理器控制的合成器 — Prophet-5問世有重要貢獻，也開發出了多音色的合成器。由於他在MIDI協定開發中所扮演的角色，他也被稱為「MIDI之父」。